# Міністерство авіаційної промисловості (Велика Британія)

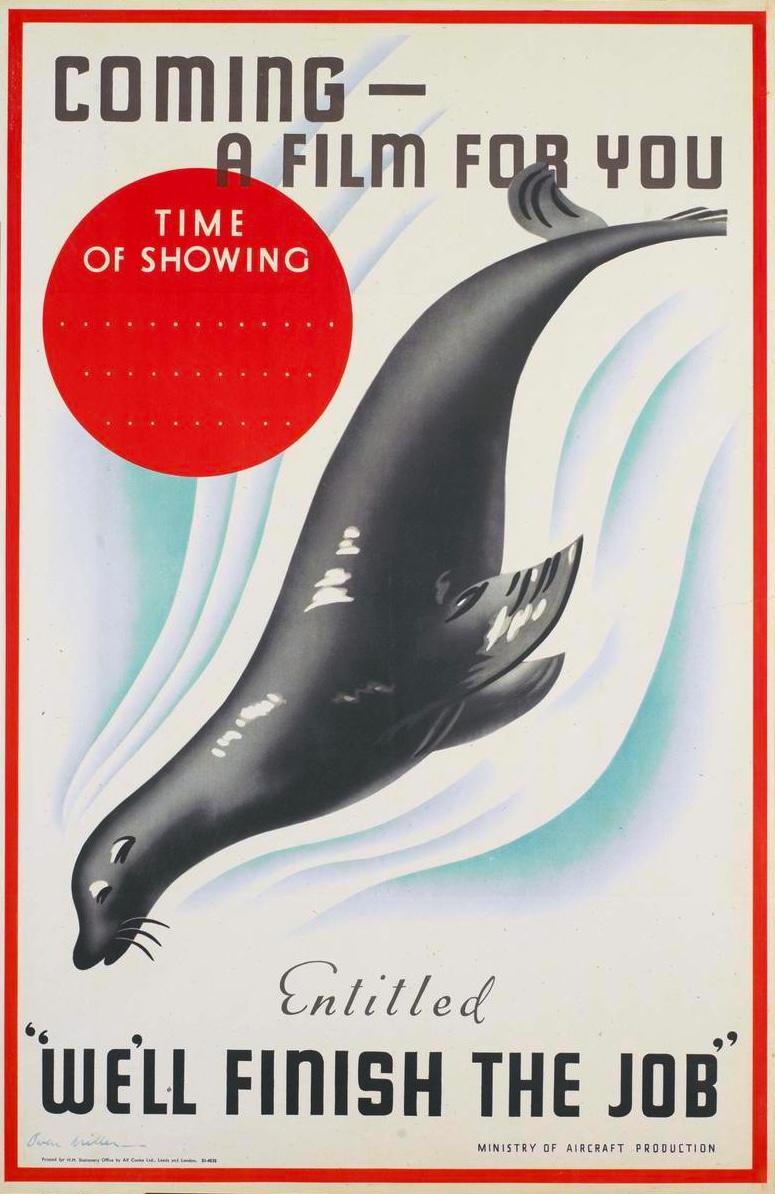
Постер фільму від Міністерства авіаційної промисловості

Міністерство авіаційної промисловості Великої Британії, також Міністр авіабудування (англ. Minister of Aircraft Production) — посадова особа (міністерство) в уряді Великої Британії, що відповідав у Міністерстві авіабудування, одному з вузькоспеціалізованих міністерств постачання, створених британським урядом під час Другої світової війни. Воно відповідало за виробництво літаків для британських збройних сил, насамперед Королівських повітряних сил, а також повітряних сил флоту.
Міністерство авіаційної промисловості було створено британським урядом у 1940 році у відповідь на брак літаків на початку Другої світової війни, особливо під час битви за Британію, коли Королівські повітряні сили захищали Велику Британію від широкомасштабних атак нацистських Люфтваффе. Міністерство відповідало за повний цикл розроблення, розгортання та виробництво літаків для Королівських повітряних сил і повітряних сил Королівського військово-морського флоту.
Міністерство продовжувало наглядати за виробництвом літаків до 1 квітня 1946 року, коли воно було об'єднане з Міністерством постачання.